# Кривопільська сільська рада
| Кривопільська сільська рада — орган місцевого самоврядування у Верховинському районі Івано-Франківської області з адміністративним центром у с. Кривопілля. Історична дата утворення: в 1958 році. Водоймища на території, підпорядкованій даній раді: річка Чорний Черемош. Сільській раді підпорядковані населені пункти: - с. Кривопілля - с. Волова - с. Стаїще |

## Склад ради
Рада складається з 15 депутатів та голови.

### Керівний склад ради
| ПІБ                    | Основні відомості                                                                | Дата обрання | Дата звільнення |
| ---------------------- | -------------------------------------------------------------------------------- | ------------ | --------------- |
| Стефурак Юрій Юрійович | Сільський голова, 1970 року народження, освіта, член Народного Руху України      | 26.03.2006   | 31.10.2010      |
| Стефурак Юрій Юрійович | Сільський голова, 1970 року народження, освіта вища, член Народного Руху України | 31.10.2010   |                 |

Примітка: таблиця складена за даними джерела

## Населення
Згідно з переписом УРСР 1989 року чисельність наявного населення сільської ради становила 1306 осіб, з яких 584 чоловіки та 722 жінки.
За переписом населення України 2001 року в сільській раді мешкало 1427 осіб.

### Мова
Розподіл населення за рідною мовою за даними перепису 2001 року:
| Мова       | Відсоток |
| ---------- | -------- |
| українська | 99,65 %  |
| російська  | 0,35 %   |